# 拟鲿碘泡虫
拟鲿碘泡虫（学名：Myxobolus pseudobagrus）为碘泡科碘泡虫属的动物。在中国，分布于四川等，营寄生生活，寄生在细体拟鲿的口腔。